# مهدی جنت‌اف
مهدی جنت‌اف (ترکی آذربایجانی: Mehdi Ramazan oğlu Cənnətov؛ زادهٔ ۲۶ ژانویهٔ ۱۹۹۲) بازیکن فوتبال اهل جمهوری آذربایجان است.
از باشگاه‌هایی که در آن بازی کرده‌است می‌توان به باشگاه فوتبال آنژی مخاچ‌قلعه اشاره کرد.
وی همچنین در تیم ملی فوتبال جمهوری آذربایجان بازی کرده‌است.